# Alessandro Molon
Alessandro Lucciola Molon, né le 28 octobre 1971 à Belo Horizonte est un politicien brésilien. Membre du Parti socialiste brésilien (PSB), il est élu député fédéral pour la première fois en 2011 pour l'état de Rio de Janeiro. Il est le chef du PSB à la Chambre des députés.

## Vie personnelle
Alessandro Molon est professeur et historien de profession.

## Carrière politique

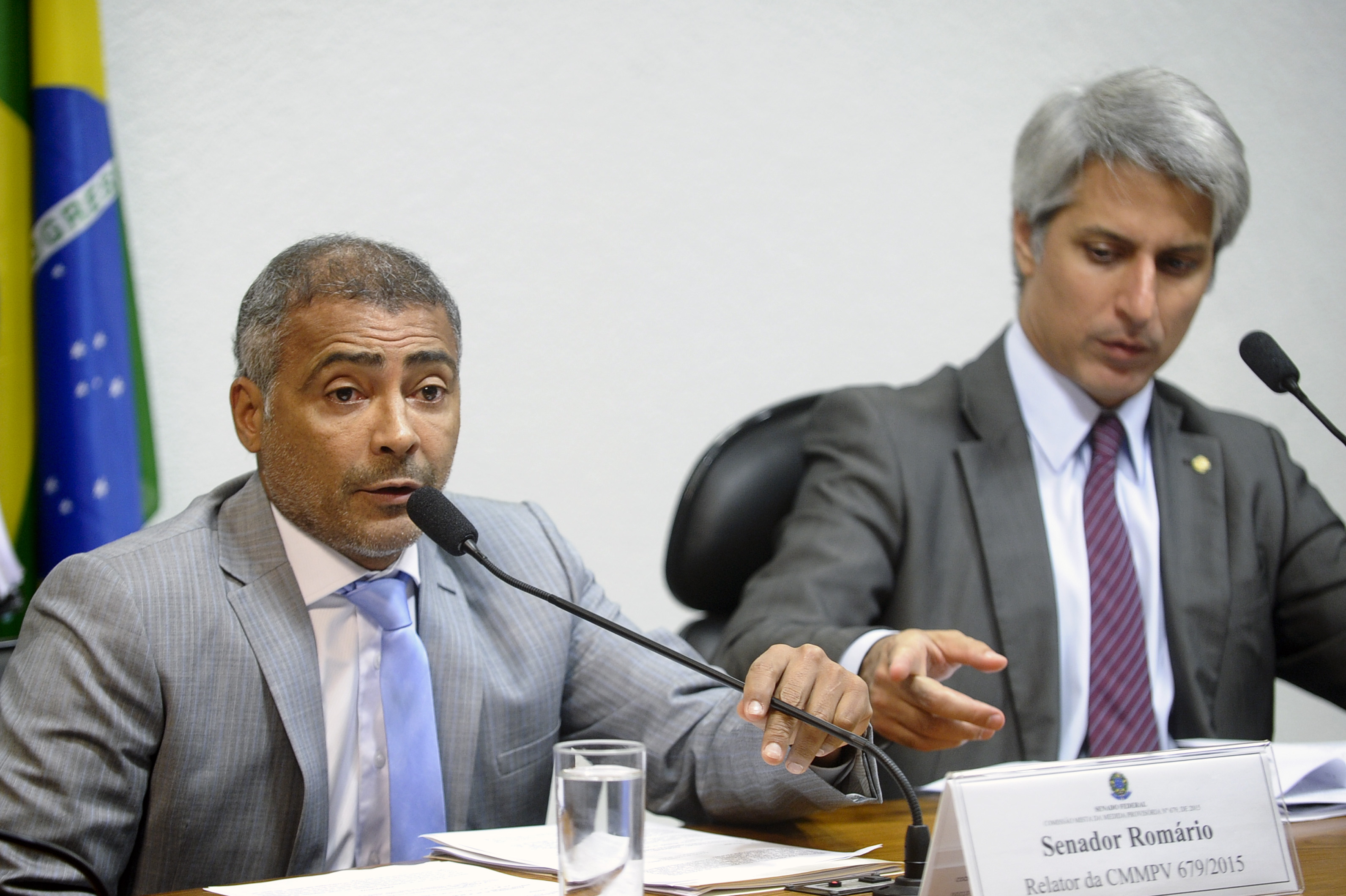
De gauche à droite : le sénateur Romário (PSB-RJ), le député Alessandro Molon.

Alessandro Molon rejoint le PT en 1999.
En 2008, il est candidat à la Mairie de Rio de Janeiro. Il remporte 4,97 % des voix au premier tour.
En 2010, il est élu député fédéral pour la première fois. Pendant son premier mandat, il est le rapporteur principal de la loi assurant la neutralité du net. Il est réélu en 2014.
En 2015, il quitte le PT et rejoint REDE.
En 2016, il vote contre la destitution de la Présidente Dilma Rousseff.
Il est le candidat de REDE aux municipales de 2016 à Rio de Janeiro. Il remporte 1,43 % des voix au premier tour. Il soutient le candidat du PSOL au second tour.
En 2018, il quitte REDE et rejoint le PSB. La même année, il est réélu député pour un troisième mandat.
En 2019, il devient le chef de l'opposition à la Chambre face à la majorité soutenant le Président Bolsonaro. Il est remplacé à ce poste par André Figueiredo (PDT) en 2020.
En 2020, il devient le chef du PSB à la Chambre.
A partir du 25 mars 2021, il est de nouveau le chef de l'opposition à la Chambre.
En 2022, il est candidat aux élections sénatoriales à Rio de Janeiro. Il obtient 21,2 % des voix mais est défait par Romário de Souza Faria, le candidat soutenu par Jair Bolsonaro.